# Beatrice Gordon Holmes
Beatrice Gordon Holmes (Londres, 30 de septiembre de 1884-21 de noviembre de 1951) fue una corredora de bolsa, sufragista, sindicalista y escritora británica. Desde el final de la Primera Guerra Mundial hasta su jubilación en la década de 1940, fue una de las financieras de la ciudad más exitosas de su generación, conocida tanto por su perspicacia empresarial como por su defensa de las mujeres en los negocios. Aunque a veces se la acreditó como la "primera mujer corredora de bolsa" del Reino Unido durante su vida, Amy Bell la precedió por al menos 20 años.

## Trayectoria
Gordon nació el 30 de septiembre de 1884 con su gemelo en Londres. Ella, su gemelo, otros dos hermanos y sus padres vivían en un pequeño apartamento en 266 City Road. En su autobiografía, describía su "modesta visión de la vida" como originada "en parte debido a la pobreza, y en parte al impacto y efecto aplastante de ser la única niña entre tres hermanos y un padre, todos criados en la tradición masculina". En aquella época, las décadas de 1880 y 1890, los hombres no eran únicamente los amos de sus propios hogares, sino los tiranos de sus propios hogares". Se mudaron a una casa en Kew cuando Holmes tenía nueve meses, incluso emplearon brevemente a un mayordomo y una criada como personal doméstico, pero se vieron obligados a regresar a su antiguo apartamento en City Road tres años después debido a las constantes dificultades financieras de la familia. La familia permaneció en el área durante la infancia de Holmes, ya que su padre tenía una oficina en City Road; en el momento del censo de 1901, la familia se había mudado dentro de la misma calle, hasta el número 314.
Si bien la infancia de Homes fue en gran medida de relativa pobreza, ambos lados de la familia tenían historias de riqueza. Su padre, William Gordon Holmes, era un otorrinolaringólogo nacido en Dublín que comenzó su carrera como médico de barco, y que trabajó durante un tiempo como asistente de Morell Mackenzie. Holmes afirmaba que su padre descendía de una familia noble irlandesa a la que Oliver Cromwell le había concedido el castillo de Ardee en el siglo XV, pero "la vinculación se cortó en la infancia de mi padre, y con ella se fue el último y exiguo remanente de propiedad e ingresos no derivados del trabajo".
La madre sudafricana de Holmes, Maria Thérèse Coqui, nació en la Colonia de Natal. La madre trekboer de ésta, Anna, era miembro de la prominente familia van Breda, mientras que el padre de María, nacido en Alemania, Adolph Coqui, había sido un exitoso comerciante y financiero que había emigrado a Natal alrededor de 1840. Además de sus numerosos intereses comerciales coloniales (como formar parte de la junta directiva de la Compañía Central de Ferrocarriles de Natal), también sirvió en el Consejo Legislativo de la colonia en la década de 1850. Se mudaron a Londres alrededor de 1860, justo antes de que dos de las empresas de Adolph, la Cotton Plantation Company de Natal y la Natal Investment Company, colapsaran durante la crisis económica de 1866; Coqui perdió 60.000 libras esterlinas y quedó debilitado por un derrame cerebral el mismo día. Anna pasó los siguientes "cuatro o cinco" años viajando por el mundo con su "marido inválido" hasta que se agotaron los ahorros en efectivo de la familia de 5.000 libras esterlinas, después de lo cual intentó (fracasando) ganarse la vida gestionando una pensión en una de las propiedades de la familia, una casa en Bedford Street en Bloomsbury, antes de que ella y su esposo regresaran definitivamente a Sudáfrica en la década de 1890. Holmes afirmaba que la mayor parte de los activos de Adolph que existían después del accidente se perdieron cuando Anna (que poseía una "ignorancia abismal de los negocios") quemó sus registros financieros durante una estancia en Ceilán, después de cansarse de cargarlos en una pesada caja de seguridad de hierro.
William Gordon Holmes tenía una intensa aversión por la práctica médica real y prefería centrarse en la investigación; Holmes lo describía como un hombre con "cerebro académico, disposición taciturna y temperamento violento", a quien "no le gustaba casi nada y casi nadie” pero “a quien le gustaban los gatos." Era un carpintero aficionado de habilidad limitada (murió después de romperse la cadera cuando una escalera que había construido se derrumbó) y era un avaro, que se negó a enviar a Holmes a la escuela hasta que cumplió 11 años debido al costo. Era una alumna con talento, pero su madre le impartió la mayor parte de su educación inicial en casa. Sin embargo, su padre también era un lector "empedernido", y Holmes le daba crédito a su suscripción a Harper's Magazine (y a su amor por la ficción estadounidense) por sembrar en parte su interés tanto por la literatura como por los Estados Unidos.
Las circunstancias de su educación dejaron a Holmes "tímida, torpe y antisocial"; se describía a sí misma como "una marimacho, vigorosa y vital de pulmones y extremidades", aunque le llevó hasta la edad adulta sentirse orgullosa de sus "manos poderosas y con carácter", su "boca muy grande" y antiestética y su "presencia impresionante", que fueron objeto de frecuentes críticas por parte de su madre, sus hermanos y otras personas. Después de dejar la escuela en 1903, Holmes pidió prestadas cuatro guineas a su padre para poder hacer un curso de taquigrafía y mecanografía en una universidad local; nunca le devolvió el dinero. Cuando tenía 23 años, también recibió lecciones de matemáticas y ciencias durante dos años, "equivalentes a una educación universitaria", de un tío que era un "brillante científico aficionado". Muchos años más tarde, Holmes descubrió que vivía en la indigencia en Vancouver, e intentó "devolver el dinero" consiguiendo que un editor de Londres imprimiera su autobiografía; a pesar de una buena reseña en el periódico The Times Literary Suplement, no tuvo éxito.
En algún momento de su adolescencia, Holmes escribió una novela, From One Man's Hand To Another (De la mano de un hombre a otro), que finalmente fue publicada en 1907 por T. Fisher Unwin como parte de su serie "Primera biblioteca de novelas". Holmes usó el apellido de soltera de su abuela para su seudónimo, "GH Breda". Inspirada en la novela feminista de Olive Schreiner de 1883 The Story of an African Farm (La historia de una granja africana), la trama trata de los "ocupantes bohemios" del estudio de un artista de Londres. Recibió una crítica mediocre en la edición del 4 de mayo de 1907 de The Aethenaeum: el escenario "original" y el "extraño" elenco de personajes "no carecían de encanto" - y había evidencia de que "el escritor debería hacer un mejor trabajo en el futuro", – pero nos vemos obligados a confiar en que los personajes a menudo tienen "extraordinarios malentendidos con respecto a los hechos", y  en las "trascendentales dotes mentales y el poder de fascinación por el sexo opuesto de la heroína”. Holmes nunca publicó ninguna otra ficción, aunque ocasionalmente escribía columnas en periódicos sobre sus experiencias profesionales en su vida posterior.

## Carrera profesional

### Finanzas
En 1903, Holmes, con tan solo 19 años, consiguió su primer trabajo, como secretaria comercial, aunque fue despedida a las dos semanas por "incompetente". No tardó mucho en encontrar un nuevo trabajo con un salario de £1 por semana como mecanógrafa en las recién inauguradas oficinas de Odense Aegforretning en Londres, una empresa danesa que exportaba huevos al Reino Unido. Su jefe era el señor Ravens, "un tranquilo caballero danés, duro como el acero bajo su exterior", a quien Holmes llamaba "su primer amigo en el trabajo y para toda la vida". Durante los ocho años siguientes, desarrolló una serie de nuevas habilidades comerciales, pero Ravens nunca llegó a pagarle más de £ 2 por semana. En 1911, utilizó sus ahorros para un camarote de segunda clase para ella y su madre en el RMS Baltic, para disfrutar de unas vacaciones de un mes en Estados Unidos, en el que sería el primero de muchos viajes a dicho país que haría a lo largo de su vida. A su regreso, empezó a buscar un nuevo trabajo con mejor salario, pero le resultó difícil que la tomaran en serio siendo una mujer que buscaba una carrera profesional bien remunerada.
Finalmente, Holmes comenzó a prestar servicios en el banco mercantil del corredor de bolsa irlandés-canadiense William Thorold, el Canadian and General Trust, Ltd., en Lombard Street, como secretaria, con un salario inicial de £ 2 y 5 chelines. Como no tenía experiencia en finanzas, Thorold le dio una copia de Stocks & Shares de Hartley Withers para que la leyera durante el fin de semana antes de su primer día.  Ella señalaría más adelante: "y ese libro fue el inicio de mi carrera financiera". Holmes y Thorold tuvieron una relación laboral volátil. Si bien ella admiraba la "brillantez errática" de Thorold como corredor - "la mente más brillante que he conocido" - y prosperó intelectualmente bajo su exigente tutoría, también le consideraba "el hombre más difícil de la ciudad para quien trabajar... de sangre fría, muy egoísta, egocéntrico y rayado de sentimentalismo", con "un temperamento que nunca trataba de controlar". Su empresa tenía una tasa de rotación de personal notoriamente alta. Holmes afirmaba: "Los primeros cinco años y medio fueron de los más estimulantes de mi vida empresarial, y los tres siguientes fueron simplemente un infierno". Durante sus primeros meses en la firma, Holmes revisó el sistema de archivo de registros y rápidamente se constituyó como la asistente y mano derecha indispensable de Thorold; sin embargo, este todavía le decía a Holmes que "las mujeres son incapaces de comprender los asuntos financieros" y que "sus únicas limitaciones son las limitaciones de la mente femenina", declaraciones que Holmes tuvo el gran placer de repetir a los periodistas años después, consciente de que dejaban en mal lugar al entonces jubilado Thorold.
Cuando comenzó la Primera Guerra Mundial en 1914, Thorold regresó a Canadá y casi todos los empleados varones (desde los directores hacia abajo) se alistaron, dejando a Holmes como la miembro de mayor rango del personal. El negocio prosperó bajo su dirección, negociando "cientos de miles de libras" en bonos de guerra, y en 1918 los hombres que regresaron del frente descubrieron que sus salarios eran mejores que cuando se fueron. Más tarde, Holmes se referiría a este período como "los años románticos, los años dorados, en los que todo era nuevo y fascinante... y aterrador". En aquel momento no tuvo problemas para trabajar como mujer en la ciudad, aunque era "muy consciente de lo inusual que era todo". Puesto que no decía su nombre, Beatrice, y prefería ser conocida profesional y socialmente como "Gordon Holmes", los hombres a menudo expresaban su sorpresa al conocerla por primera vez o al escuchar su voz por teléfono.
Holmes mantuvo a Thorold informado en todo momento sobre sus actividades durante la guerra, y el éxito de la empresa (sin él) hizo que se volviera aún más errático emocionalmente. Cuando regresó a Londres en 1917, reprendió a Holmes por lo que consideraba malas decisiones, pero al mismo tiempo también accedió a su solicitud de duplicar su salario de "menos de £ 4 por semana" a £ 500 al año. Su relación laboral nunca recuperó la estabilidad después de la guerra. En 1918, Holmes se desplomó en el trabajo a costa de una apendicitis "y de la enorme presión de trabajar con la personalidad de Thorold, interponiéndose entre él y su personal... que había trabajado conmigo con gran lealtad mientras únicamente yo estaba a cargo". Durante la discusión que se originó después de aquello, Holmes dimitió, para negarle a Thorold la satisfacción de despedirla, sin embargo, sus dificultades para encontrar un nuevo trabajo y la ansiedad de poder volver a caer en la pobreza hicieron que volviera a trabajar para él, "amargamente, después de sólo unos meses". En 1919, Holmes ganaba 1.000 libras esterlinas al año, pero era profundamente infeliz.
Holmes había mantenido su amistad con su antiguo empleador, el señor Ravens, y él le sugirió que constituyera su propia empresa junto con el asesor de Thorold, Richard Sefton Turner, que también se había convertido en un amigo personal. Ella indicó que para ello necesitaría al menos 10.000 libras esterlinas de capital inicial, para lo cual Ravens le ofreció 5.000 libras esterlinas de sus propios ahorros y se la presentó a otros financieros de la ciudad que proporcionaron el resto. Dimitieron simultáneamente en 1921 y abrieron su nueva empresa, National Securities Corporation, Ltd, en una pequeña oficina de dos habitaciones en West Street con dos mecanógrafos. Antes de irse, Holmes y Turner ofrecieron a Thorold 5.000 libras esterlinas por su empresa, argumentando que el valor de la misma se debía principalmente a su trabajo. Él se negó. Sin embargo, su empresa nunca se recuperó y en 1928 se vio obligado a vendérsela por sólo £ 1.000 y retirarse a América del Norte. La nueva empresa fue un éxito: en 1929, Holmes y Turner contaban con una plantilla de 140 personas y no se vieron muy afectados por la crisis que condujo a la Gran Depresión. Se dice que en 1930, Holmes ganaba hasta £5.000 al año (aproximadamente el equivalente a £330.000 en 2020), lo que la convertía en una de las mujeres más ricas de la época. Turner y Holmes consideraron abrir una sucursal en la ciudad de Nueva York alrededor de 1925, pero decidieron centrarse en los intereses europeos en gran parte porque "Wall Street funcionaba con un código moral muy diferente y mucho más duro y tosco que el de Londres; de hecho, nos parecía que no había ningún código moral en absoluto."

A las mujeres no se les permitía ser miembros de la Bolsa de Valores de Londres (LSE) hasta 1973, y la mayoría de las bolsas de valores regionales del Reino Unido tampoco permitían el ingreso de las mujeres hasta bien entrado el siglo XX. Sin embargo, al menos desde Amy Bell en 1886, algunas corredoras de bolsa evitaban esta cuestión recurriendo a miembros masculinos de la bolsa como intermediarios para las transacciones, a menudo de manera informal. Alternativamente, muchas corredoras de bolsa trabajaban en lo que se conocía como "casas externas": empresas comerciales auténticas que se especializaban en productos (como bonos gubernamentales y municipales) que no estaban regulados por la LSE. En 1936, tras la Gran Depresión, la Junta de Comercio convocó una investigación presidida por Archibald Bodkin para investigar la supervisión regulatoria de la intermediación de acciones y valores, incluidas las actividades de empresas externas. La firma de Holmes y Turner era la más grande de la ciudad en ese momento, y Holmes fue la única mujer llamada a declarar ante el comité. Específicamente compareció para "representar tanto los intereses de las mujeres como los de los corredores de bolsa, e instó al comité a no exigir que todas las casas externas fueran obligadas a unirse a bolsas de valores que solo aceptaban a hombres como miembros:
En el momento oportuno, cuando estábamos ante el comité, intervine: “Si la intención es recomendar que todas las casas financieras se unan a una Bolsa de Valores, se me ha pedido que solicite que este Comité estipule que todas las Bolsas de Valores admitirán mujeres. De lo contrario, nos dejarán sin trabajo a mi y a otras mujeres como yo, porque actualmente la Bolsa de Valores de Londres no admite mujeres, y una encuesta reciente muestra que tampoco lo hace ninguna otra Bolsa de Valores de este país”. El vicepresidente de la Bolsa de Valores de Londres se puso de pie y respondió: “La Bolsa de Valores de Londres es un club privado. Si las mujeres quieren ese tipo de club, que formen uno propio”. Sin embargo, el presidente, Sir Archibald Bodkin, me respondió: “Su argumento está bien expresado y nos ocuparemos de que se le dé la debida consideración en nuestras recomendaciones”.
Las recomendaciones del Comité Bodkin fueron posteriormente convertidas en ley por el Parlamento mediante la Ley de Prevención del Fraude (Inversiones) de 1939, que regulaba también las casas externas a través de una nueva organización profesional, en lugar de la bolsa de valores. La Asociación de Distribuidores de Acciones y Participaciones (ASSD) se fundó en 1938 anticipándose a las reformas, con Turner como presidente y Holmes también en la junta. Holmes afirmaría más tarde que "por la casualidad de mi presencia desde el principio en la constitución del organismo, [la ASSD] fue la primera organización financiera del país en abrir oficialmente las puertas de las finanzas a las mujeres en absolutamente los mismos términos que los hombres". A mediados de la década de 1930, Holmes era una de las personas más conocidas y reconocibles en las finanzas de Londres:
[Holmes] era una mujer de imponente estatura, alta, erguida y majestuosa. Más personaje que persona, su dinamismo saltaba a la vista inmediatamente. Su altura y su presencia hacían de ella una figura llamativa allá donde iba y casi se podría decir que la gente le abría el paso... En la City de Londres era una figura muy conocida, vestía habitualmente un traje sastre color crema, medias y zapatos color crema, sombrero y blusa de colores alegres, esta última adornada con un largo collar de cuentas a juego. Mientras caminaba por las calles de la ciudad, la gente se refería a ella como "esa extraordinaria mujer del traje blanco".
Holmes también tuvo la distinción de convertirse en la primera mujer en formar parte de la junta directiva de un banco húngaro, después de que varios de los consejeros del City Savings Bank de Budapest visitaran Londres para obtener permiso para negociar valores en la LSE en 1927 y buscaran consejeros británicos como parte del proceso. Algunos de los directores del banco eran judíos, algo que Holmes admite en su autobiografía que ignoraba hasta que se lo señalaron, y que tampoco había tenido en consideración el contexto político de "la declaración en la pared, antisemita" hasta casi el estallido de la Segunda Guerra Mundial. Su empresa estuvo involucrada en una serie de inversiones estatales en países de toda Europa, incluida Alemania, en el período previo a la guerra, por las que nunca pidió disculpas. Sostenía que los acuerdos que facilitó eran una parte moralmente necesaria del proceso de reconstrucción del continente después de la guerra anterior, y que el ascenso de Adolf Hitler y el estallido de otro conflicto "parecía imposible para la mayoría de nosotros... No somos criminales por pensar así y actuar así. Ni siquiera éramos tontos. Éramos simplemente seres humanos, sin pretender ver a través de una bola de cristal".
A finales de la década de 1930, cuando se acercaba la guerra y los judíos eran cada vez más excluidos de la vida pública y profesional en países dentro de la esfera de influencia nazi (incluida Hungría), Holmes y Turner insistieron en que "si el personal judío tenía que ser despedido conforme a esas leyes horribles y anárquicas deberían ser sólo como último recurso", y "deberían otorgarse todas las compensaciones posibles en pensiones, bonificaciones y salarios". Estaban particularmente preocupados por el director general del banco, y le ofrecieron a él y a su esposa £1.000 para huir a Londres o Nueva York; él se negó, creyendo que la salida repentina de alguien con su perfil inspiraría pánico y provocaría una crisis bancaria que derribaría el sistema financiero húngaro. Holmes encontraba sorprendente la "comparativa indiferencia" de los consejeros cristianos hacia la situación, mientras que los otros miembros judíos de la junta estaban "desconsolados" y tampoco estaban dispuestos a irse por un sentido de deber nacional. Se desconoce su destino final durante la guerra.

### Activismo y creencias políticas
En 1904, Holmes se convirtió en miembro fundadora del comité de la Asociación de taquigrafistas y mecanógrafas (ASWT), un sindicato de trabajadoras de oficina que finalmente se fusionaría en la Association of professional, executive, clerical and computer staff (APEX) en 1940 (y que a su vez se fusionaría con el sindicato GMB en 1989). "Siempre es difícil lograr que los seres humanos se organicen", escribió más tarde Holmes, "y más difícil aún cuando los seres humanos son mujeres jóvenes de 'hogares agradables' que consideran la organización como sinónimo de sindicalismo, algo en aquel momento considerado poco respetable". Entre sus primeras miembros se encontraba la dramaturga Elizabeth Baker, cuya obra Chains describía la vida clerical de la clase trabajadora contemporánea.
Holmes se convirtió en sufragista casi al mismo tiempo de unirse al ASWT y vendió copias de The Suffragette en las calles de Westminster. Ella creía que el movimiento por el sufragio femenino "ayudó a hacer a las mujeres de mi generación. Nos dio orgullo por nuestro sexo, ayudó a detener la eterna disculpa dentro de nosotras por ser mujeres, nos enseñó a valorarnos a nosotras mismas y nuestras habilidades, y nos enseñó a luchar por esas valoraciones en términos de remuneración y responsabilidad, en el ámbito público y en el privado." Era gran admiradora de Emmeline Pankhurst en particular, y de forma anónima enviaba a la líder sufragista una "pequeña suma" de dinero cada seis meses desde 1924 hasta la muerte de Pankhurst en 1928.
En 1923, la invitaron a fundar la sucursal en Londres de la Federación de Soroptimistas, una organización internacional destinada a ser la contraparte femenina del movimiento clubes rotarios exclusivos para hombres. En su autobiografía, escribe que estaba "muy interesada e impresionada al darse cuenta de cuántas mujeres consejeras de casas comerciales había. Muchos nombres que conocía y que había dado por sentado eran nombres de hombres, ahora se revelaban como nombres de mujeres. Me di cuenta, con admiración, que muchas de estas mujeres tenían mucho personal y lo gestionaban admirablemente. Si alguna vez tuve la tendencia, después de mis exitosos años en la ciudad, de considerarme como algo único, unirme a las Soroptimistas puso fin a dicho sentimiento".
Después de unirse a las Soroptimistas, Holmes se encontró lidiando con la "publicidad" por primera vez en su vida, algo que anteriormente había "evitado como una peste". Un periodista dio cuenta del primer discurso que Holmes pronunció en una reunión Soroptimista en 1924, lo que la llevó a convertirse brevemente en objeto de fascinación mediática acosada por fotógrafos y periodistas en su casa y en su trabajo. Sus comentarios en la controvertida cuestión de los derechos de las mujeres se difundieron con frecuencia en todo el Reino Unido desde mediados de la década de 1920 en adelante, como la  propuesta de que las mecanógrafas usaran manga corta en las oficinas, la defensa del sistema educativo frente a la acusación de que no estaba enseñando habilidades laborales esenciales para las niñas, refutando la creencia de que el sufragismo había reducido los salarios en muchos sectores al aumentar la oferta de mano de obra, y abogando porque hubiera más mujeres en el Parlamento. En 1925 apareció en la primera estación de radio nacional 2LO para hablar sobre su vida como corredora de bolsa, y ocasionalmente escribió columnas sobre sus experiencias e ideas profesionales que se distribuyeron en muchos de los periódicos regionales del Reino Unido. Era lo suficientemente conocida como para que algunas de sus declaraciones más optimistas, como "La moderna jovencita de quince a veinticinco años no sabe lo que es el complejo de inferioridad", "¿Por qué una chica no debería hacerlo tan bien como Lord Leverhulme?", o "No hay mejor champán que el éxito", - aparecieran en periódicos que publicaban citas notables. Con el tiempo aprendió a disfrutar de la atención de los medios en lugar de encontrarla vergonzosa, especialmente durante un viaje de negocios por América del Sur y del Norte en 1925 que la dejó "sintiéndose como el Príncipe de Gales". En sus últimos años, daba discursos ante audiencias de mujeres más jóvenes en el mundo de los negocios sobre cómo eso le había dejado "la cabeza hinchada, lo que no siempre es malo para una mujer de negocios o profesional".

Holmes fue una ávida viajera desde su primer viaje a Estados Unidos en 1911, y comenzó a presentar el trabajo Soroptimista – incluyendo contactos con otras mujeres empresarias – en sus viajes. Su reputación le valió los apodos de "La Generala" y la "Señorita John D. Rockefeller" entre sus compañeros de Wall Street. Tenía además un parecido sorprendente con Eleanor Roosevelt (que nació sólo unos días después de Holmes en 1884) y a menudo se la confundía con la primera dama. La visión idealizada de Estados Unidos que había desarrollado cuando era joven se atenuó un poco a medida que crecía, especialmente debido a su percepción de la cultura empresarial como demasiado agresiva, aunque todavía amaba el país y ocasionalmente consideraba emigrar allí. Desde finales de la década de 1920 hasta los primeros años de la Segunda Guerra Mundial, Holmes realizó varios viajes al extranjero al año y, siempre que era posible, prefería que sus chóferes fueran mujeres. Visitó gran parte de América, Oriente Medio, Europa e incluso (en 1935) la Unión Soviética. Tenía poco interés en las ideologías políticas o económicas y prefería el pragmatismo al dogma:
No creo que el capitalismo en sí mismo sea bueno o malo. Al igual que otros sistemas económicos, médicos, educativos o similares, el capitalismo puede ser el mejor sistema disponible en un momento dado, o el peor. Se pueden probar otros métodos más novedosos, descubrir que son mejores y descartar los métodos más antiguos, o es posible que en los nuevos métodos no se encuentre todo lo que se esperaba y se regrese a los sistemas más antiguos mientras se continúa experimentando para encontrar mejores métodos. No existe necesariamente ninguna Q.E.D. fundamental en sistemas, teorías o métodos. No hay finalidad, económica o de otro tipo, en los asuntos humanos o, si la hay, somos demasiado ignorantes en nuestro estado actual de desarrollo para ser conscientes de ello.
Fue muy crítica repetidamente las altas tasas impositivas británicas desde la década de 1930 en adelante, afirmando que "el método más rápido para convertirse al socialismo, más rápido que lo que pueden conseguir todos los predicadores y conferencistas, es dar la mitad del dinero que se gana al gobierno". Sin embargo, aunque se mostró escéptica respecto del New Deal como respuesta política a la Gran Depresión, respaldó tasas de impuesto sobre la renta temporalmente más altas en el Reino Unido para financiar "una orgía de gasto público y privado". Consideraba que eso lo convertiría en el "país con mejores viviendas, mejor alimentado, mejor vestido, mejor educado, mejor viajado y más divertido del mundo" después de que terminara la Segunda Guerra Mundial. Creía que el estado de bienestar debería ser lo suficientemente generoso como para que los desempleados tuvieran "suficiente para vivir, no sólo para existir", y que era "mejor desperdiciar el poder del dinero que el poder del trabajo", especialmente cuando se podían prevenir las condiciones sanitarias relacionadas con la pobreza.
Holmes se había alejado del sufragismo alrededor de 1912 para interesarse más en su nueva carrera en las finanzas, mientras que las Soroptimistas – cuya "membresía rotaria" se limitaba sólo a las mujeres más ricas de la época – no representaban una "sólida organización transversal" de la sociedad. Sin embargo, en julio de 1936 su interés por el activismo feminista se reavivó tras ser invitada a hablar en París en una conferencia de la Federación Internacional de Mujeres Empresarias y Profesionales, una organización que defendía los derechos de las mujeres trabajadoras de todas las clases. Establecida en Ginebra en 1930, sus orígenes se remontan a la Fundación de Mujeres Empresarias y Profesionales (BPW), establecida en Estados Unidos en 1919 por una serie de activistas estadounidenses por los derechos de las mujeres encabezadas por la abogada de Kentucky Lena Madesin Phillips, que también fue presidenta de la Federación Internacional. Holmes, rodeada por un "magnífico regimiento de mujeres" de toda Europa, América y Australia en el evento de julio de 1936, describió sentirse como "Rip Van Winkle": "Para mí, como vieja sufragista, fue emocionante, [y] me dio la sensación de encontrar inesperadamente una secuela sorprendente de una historia en la que mi generación había desempeñado un papel".

Holmes amplió su estancia en París dos semanas para asesorar a la Federación Internacional sobre sus asuntos financieros y posteriormente fue invitada a formar parte de su junta directiva como presidenta de finanzas. También desarrolló una estrecha relación de trabajo con Phillips, a quien Holmes consideraba "una de las grandes lideresas estadounidenses". Holmes asistió a la conferencia de la Federación Internacional de julio de 1937 en Atlantic City y visitó Hyde Park para reunirse con Eleanor Roosevelt. Cuando Holmes regresó a Londres en 1936, comenzó a organizarse para establecer una rama nacional británica de la Federación Internacional, utilizando sus relaciones personales y comerciales para generar apoyo y atraer donaciones. La abogada y activista de BPW Zonola Longstreth (que en ese momento era la persona más joven en haber aprobado el examen de Arkansas, con 19 años) viajó al Reino Unido en 1938 y pasó varias semanas supervisando la creación de tres clubes en Londres para mujeres empresarias. El viaje de Longstreth culminó con una reunión el 12 de noviembre de 1938 con unas 40 destacadas mujeres de negocios británicas en el Hotel Washington de Londres, donde se reunió la Federación Nacional de Clubes de Mujeres Empresarias y Profesionales de Gran Bretaña e Irlanda del Norte (ahora conocida como Mujeres Empresarias y Profesionales del Reino Unido), y se constituyó oficialmente la asociación. Le siguieron cientos de clubes afiliados regionales. Holmes fue elegida presidenta fundadora y ocupó ese cargo hasta 1947. En su primer discurso ante sus compañeras, dijo:
Nuestra fe es que las mujeres empresarias y profesionales tienen algo nuevo que aportar. La mujer formada como clase tiene apenas 30 años. Viene como una outsider... Representa una nueva fuente de poder, un campo de pensamiento inexplorado. Trae lo que el mundo estaba esperando: una perspectiva completamente nueva sobre viejos problemas.
Durante el verano de 1938, Holmes viajó con Phillips a Budapest para la última conferencia de la Federación Internacional antes de la Segunda Guerra Mundial (aunque todavía se celebraría un pequeño eventoen 1939 en Trondheim). En el camino de vuelta se detuvieron en Viena, donde se reunieron con la líder de la filial austriaca, Marianne Beth, una "no aria" a quien el régimen nazi había excluido de su trabajo como psicóloga después del Anschluss. La Federación la ayudaría a ella y a su familia a escapar a Estados Unidos y Canadá. Holmes también admiraba a la senadora checoslovaca y feminista Františka Plamíková - "Plam" - que formaba parte de la junta directiva de la Federación Internacional como vicepresidenta, pero Holmes y otras compañeras no lograron persuadirla de que no regresara a Praga después del estallido de la guerra. Holmes sintió muchísimo su ejecución por parte de los nazis en 1942. Holmes continuó viajando a Estados Unidos durante la Segunda Guerra Mundial, aunque con mucha menos frecuencia. Le conmovió especialmente una cena celebrada en Los Ángeles en julio de 1941 para miembros refugiadas a quienes la Federación había ayudado a escapar a Estados Unidos.
En los años de la posguerra, Holmes era conocida como "GH" entre los miembros más jóvenes de BPW UK, a quienes les gustaba su actitud positiva. La historia de BPW UK de Dorothy V. Hall de 1964, Making Things Happen, toma su título de que, según cuentan, a Holmes le gustaba decir que "todas las cosas sucederán con el tiempo, pero podemos hacer que sucedan antes". Holmes siguió trabajando hasta finales de la década de 1940, y se jubiló debido a problemas de salud. Había sufrido un severo ataque de flebitis en 1931 que casi la mata, y durante los años siguientes su movilidad disminuyó de tal manera que cuando estaba escribiendo su autobiografía en 1944, le costaba caminar más de media milla seguida.

## Datos biográficos
Holmes se hizo llamar "Gordon Holmes" durante toda su vida, apareciendo con ese nombre como autora de su autobiografía, In Love With Life: A Pioneer Career Woman's Story, publicada en 1944. Nunca se casó ni tuvo hijos.
Su autobiografía estuvo dedicada a su vieja amiga y compañera Helen Boyle, la pionera psicóloga y defensora de la salud mental. Holmes conoció a Boyle en 1918 mientras se recuperaba de una apendicitis en Brighton; más tarde escribiría que "sentí que era la persona más extraordinaria que había conocido en mi vida, y que la adoraba... Y allí comenzó en 1918 una estrecha amistad que ha durado desde entonces, sin altibajos ni bajón, y ha sido, por encima de todas las demás cosas en mi afortunada vida, la cosa afortunada por la que he estado más profundamente agradecida". Holmes utilizó su experiencia financiera para ayudar a Boyle a recaudar fondos para establecer el Hospital Lady Chichester en 1920, el primer hospital británico dedicado al tratamiento de trastornos nerviosos, y formó parte de su junta como asesora financiera honoraria. Mantuvo interés en la prestación de servicios médicos durante el resto de su vida (especialmente en la prestación de servicios de salud mental para mujeres) y formó parte de otras juntas de salud.
La otra amistad más cercana de Holmes fue con la productora teatral Lilian Baylis. Se conocieron cuando Holmes tenía 12 años: Baylis acababa de mudarse a Londres desde Sudáfrica, después de haber tenido una relación sentimental con el tío materno de Holmes, Jack Coqui, en Johannesburgo. Se hicieron amigas después de reencontrarse como adultas varios años después, y Baylis (o "Lil") introdujo a Holmes en el mundo del teatro, la ópera y el ballet. Según se cuenta, Baylis solía bromear: "Sabes, querida, si me hubiera casado con tu tío Jack, ¡tú serías mi sobrina!".
También era amiga del periodista Raymond Gram Swing, y se reunía con él cada vez que visitaba la ciudad de Nueva York durante la década de 1930. Ella afirmaba que él creía que podría haber detenido el estallido de la Primera Guerra Mundial en el verano de 1914 después de que el gobierno alemán le pidiera que transmitiera una oferta de paz a los británicos, pero no logró explicar con precisión los términos de la misma.
Holmes tenía 55 años cuando murió su madre María, y casi toda su vida vivieron juntas. Holmes escribió que María era "completamente dependiente" de ella, "tanto emocional como financieramente", y se ponía muy celosa celosa de cualquiera a quien Holmes le expresara afecto. Holmes escribió: "A las hijas en mi posición, sin embargo, o que probablemente caigan en esa posición por temor a lastimar a un padre muy querido, les diría: 'No permitan que ninguna persona las use como una salida para sus peores cualidades de posesión, celos, egoísmo, incluso bajo la verdadera apariencia de amor afectuoso. De alguna manera rompa antes de que tal dominación emocional se arraigue tanto – en ambas partes – que una parte de usted se sienta lisiada, y otra parte de ella sea un crecimiento monstruoso.'" Sólo cuando se estableció profesionalmente, cuando tenía poco más de 30 años, sintió que podía desarrollar sus propios gustos y personalidad independientes, incluso interesarse por la moda por primera vez. Sin embargo, nunca se deshizo por completo de la timidez que desarrolló cuando era niña y se sintió incómoda en puestos de liderazgo.
Si bien Holmes nunca practicó ninguna religión formal, y "detestaba la Iglesia", afirmó tener "un intenso respeto, deferencia y reverencia por las personas profundamente espirituales". Ella profesaba admiración por "el Dios austero del Antiguo Testamento" y estaba de acuerdo con la interpretación que HG Wells hacía de él en Esquema de la historia universal como un "traficante justo, cuyas promesas se cumplieron, que no fallaba a los humildes acreedores, y pedía cuentas por cada acto espurio".
Si bien Holmes nunca practicó ninguna religión formal, y "detestaba la Iglesia", afirmó tener "un intenso respeto, deferencia y reverencia por las personas profundamente espirituales". Ella profesaba admiración por "el Dios austero del Antiguo Testamento" y estaba de acuerdo con la interpretación que HG Wells hacía de él en Esquema de la historia universal como un "traficante justo, cuyas promesas se cumplieron, que no fallaba a los humildes acreedores, y pedía cuentas por cada acto espurio".
Cuando murió en su casa de Chiswick el 21 de noviembre de 1951, dejó una herencia valorada en 26.880 libras esterlinas, el equivalente a más de 850.000 libras esterlinas en 2020. Su obituario en The Times establecía que, con su muerte, "la ciudad pierde una figura prominente y el movimiento de mujeres una lideresa inspiradora".